# Жанна III (королева Наварри)
Жанна III (*Jeanne III, 16 листопада 1528, Сен-Жермен-ан-Ле —9 червня 1572) — королева Наварри, герцогиня Альбре у 1555—1572 роках.

## Біографія

### Молоді роки
Походила з династії Альбре. Донька Генріха II, короля Наварри, та Маргарити Валуа де Ангулем. Народилася  у Сен-Жермен-ан-Лє, але з1530 року виховувалася при королівському дворі Франциска I Валуа. Здобула виховання і освіту в Плессі-ле-Тур в долині Луари (Турень) під орудою Ніколаса Бурбона Старшого. Згодом опинилася під культурним впливом матері, була прихильницею гуманізму та реформізму.
Тривалий час її батько підшукував чоловіка для доньки. Метою Генріха II Альбре було шляхом шлюбу Жанни зберегти самостійність Північної Наварри. Деякий час вів таємні перемовини щодо шлюбу Жанни з Філіпом, сином імператора Карла V Габсбурга. Але зрештою відмовився від цього плану.
У 1541 році Франциск I влаштував шлюб Жанни з Вільгельмом, герцогом Клеве-Юліх-Берзьким. Після поразки номінального чоловіка Жанни Альбре від військ Карла V, у 1545 році шлюб, який так й не відбувся, було анульовано.
У 1547 році новий французький король Генріх II проти волі батька Жанни  влаштував її шлюб з Антуаном Бурбонським, представником знатного, але не дуже впливового роду Бурбонів. Тим самим володіння династії Альбре опинилися під більшим впливом короля Франції. Весілля відбулося у м. Мулен 20 жовтня 1548 року.
Подружжя перебралося до Беарна. Втім вже у 1554 році Антуан де Бурбон  залишив Жанну в місті По,а сам перебрався до Парижа.

### Правління
У 1555 році після смерті батька разом з чоловіком стає володаркою Наварри та інших володінь Альбре у Франції. Коронація відбулася в По 18 серпня. Того ж року скликала раду гугенотів. Згодом стала підтримувати кальвіністських проповідників.
У 1560 році оголосила кальвінізм релігією Наварри (стає державною релігією у 1571 році). Слідом за цим наказала вигнати католицьких священиків та черниць. Вона доручила зробити переклад Нового Завіту баскською мовою (вийшов 1571 року). Слідом за цим започаткувала реформи у судовій та економічній системах. У 1561 році вступила у конфлікт з чоловіком внаслідок підтримки останнім католицької партії.
У 1562 році підтримувала погроми гугенотами католиків. За її згоди 14 травня того ж року в Вандомі були сплюндровані могили предків її чоловіка. За це Антуан де Бурбон наказав арештувати Жанну III Альбре й запроторити до католицького монастиря біля Парижу. Зрештою їй вдалося повернутися до Беарну. Тут наказала видати катехізис Жана Кальвіна, що вийшов у 1563 році.
Після загибелі чоловіка Жанна III стала одноосібною правителькою Наварри і оголосила сина Генріха спадкоємцем трону. Водночас відхилила пропозицію Філіпа II, короля Іспанії, щодо шлюбу між ними. Слідом за цим папа римський Пій IV намагався змусити королеву відродити католицтво в Беарні, але отримав відмову. Після цього Жанну III було викликано до Риму, але та відмовилася прибути. Після цього папа римський наклав інтердикт на Північну Наварру, оголосивши що будь-хто може посісти її трон. Втім це викликало протест Філіпа II Габсбурга і Катерини Медичі.
У 1564 році вела перемовини з регенткою Катериною Медичі задля врегулювання конфліктів між гугенотами і католиками. Ще одна зустріч відбулася у 1565 році в м. Нерак. У 1568 році під час Третьої гугенотської війни Жанна III надала рішучу підтримку гугенотам у боротьбі проти королівських військ. Вона складала маніфести і листи іноземних володарям, що підтримували протестантів, з проханням надати допомогу. У 1566 році за її наказом засновано протестантську академію в Ортезі.
Наваррська королева у 1569—1570 року допомагала у захоплені гугенотами провінції Гієнь. Жанна III прибула до Ла-Рошелі, де сприяла зміцненню оборони міста, створенню семінарії кальвіністів, формуванню фінансової підтримки. Останньому сприяв кредит, отриманий завдяки Жанні III від Єлизавети I, королеви Англії. Після загибелі у битві при Жарнаці родича і лідера гугенотів Людовика I Конде, Жанна III домоглася оголошення її сина Генріха номінальним головою усіх гугенотів.
У 1570 році разом з Катериною Медичі домоглася встановлення перемир'я між католиками і кальвіністами. При цьому Жанна III вимушена була погодитися на шлюб сина Генріха з Маргаритою Валуа, сестрою французького короля Карла IX. Остаточно ці домовленості були закріплені в Шенонсо у 1572 році. Слідом за цим перебралася до Парижу, де стала готуватися до весілля сина. Втім раптово померла 4 червня того ж року. Тривалі чутки про отруєння Жанни III за наказом Катерини Медичі виявилися хибними.

## Творчість
Жанна III була відома як поетеса. Також в її доробку є мемуари, з яких випливає образ наваррської королеви як ревної кальвіністки.

## Родина
Чоловік — Антуан Бурбонський
Діти:
- Генріх (1551—1553)
- Генріх (1553—1610), король Наварри у 1572—1610 роках, король Франції у 1589—1610 роках
- Людовик-Карл (1555—1557)
- Магдалена (1556)
- Катерина (1559—1604), дружина Генріха I, герцога Лотаринзького